# Ak-Dovourak
Ak-Dovourak (en russe : Ак-Довурак) est une ville de la république de Touva, en Russie. Sa population s'élevait à 13 548 habitants en 2013.

## Géographie
Ak-Dovourak est arrosée par la rivière Khemtchik, un affluent de l'Ienisseï, et se trouve à 274 km à l'ouest de Kyzyl.

## Histoire
Ak-Dovourak a été fondée en 1964 pour héberger les travailleurs occupés à la construction d'une usine d'amiante. Son nom signifie « terre blanche », ce qui s'explique par l'abondance de l'amiante dans la région. Elle a le statut de ville depuis 1964.

## Population
Recensements ou estimations de la population
| 1959* | 1970* | 1979*  | 1989*  |
| ----- | ----- | ------ | ------ |
| 2 200 | 9 613 | 13 216 | 15 191 |

| 2002*  | 2010*  | 2012   | 2013   |
| ------ | ------ | ------ | ------ |
| 12 965 | 13 468 | 13 558 | 13 548 |

## Économie
La principale entreprise de la ville est la société Gorno-obogatitelny Kombinat "Touvaasbest" (Горно-обогатительный комбинат "Туваасбест"), qui produit de l'amiante, de l'oxygène, de l'azote, du gravier, du sable.